# シャノン・ウィッテム
シャノン・ボルト・ウィッテム（Shannon Bolt Withem、1972年9月21日 - ）はアメリカ合衆国・ミシガン州アナーバー出身の元プロ野球選手（投手）。右投右打。

## 来歴・人物
ウィロー・ラン高から1990年6月デトロイト・タイガースにドラフト5巡目入団、1997年11月トロント・ブルージェイズに移籍。
1998年にはブルージェイズ傘下のAAA級シラキュースに所属し、速球を武器に先発投手として活躍、28試合に登板して17勝5敗、防御率3.27の成績を残した。同年9月18日（現地時間）にはメジャーのタンパベイ・デビルレイズ戦に登板した。12月、日本ハムファイターズに入団。代理人はエリック・シュールストロムの代理人も務めたアラン・ニーロ。
マイナー通算65勝63敗2セーブ、1998年に3Aにて17勝を記録する。前評判こそキップ・グロスに比肩するが制球・球威共にグロスのそれには及ばなかった。1999年にはパ・リーグ2位と奮闘した打線に後押しされ6勝をあげ、2000年も引き続きプレーすることになるが右肘故障のため1軍・2軍共に登板はなくシーズン途中の6月24日に解雇された。
現役引退後は母国で一般企業に就職。

## 詳細情報

### 年度別投手成績
| 年 度    | 球 団    | 登 板 | 先 発 | 完 投 | 完 封 | 無 四 球 | 勝 利 | 敗 戦 | セ 丨 ブ | ホ 丨 ル ド | 勝 率 | 打 者 | 投 球 回 | 被 安 打 | 被 本 塁 打 | 与 四 球 | 敬 遠 | 与 死 球 | 奪 三 振 | 暴 投 | ボ 丨 ク | 失 点 | 自 責 点 | 防 御 率 | W H I P |
| -------- | -------- | ----- | ----- | ----- | ----- | -------- | ----- | ----- | -------- | ----------- | ----- | ----- | -------- | -------- | ----------- | -------- | ----- | -------- | -------- | ----- | -------- | ----- | -------- | -------- | ------- |
| 1998     | TOR      | 1     | 0     | 0     | 0     | 0        | 0     | 0     | 0        | --          | ----  | 14    | 3.0      | 3        | 0           | 2        | 0     | 0        | 2        | 0     | 0        | 1     | 1        | 3.00     | 1.67    |
| 1999     | 日本ハム | 17    | 17    | 2     | 0     | 0        | 6     | 7     | 0        | --          | .462  | 402   | 86.0     | 116      | 15          | 36       | 0     | 5        | 31       | 5     | 0        | 63    | 55       | 5.76     | 1.77    |
| MLB：1年 | MLB：1年 | 1     | 0     | 0     | 0     | 0        | 0     | 0     | 0        | --          | ----  | 14    | 3.0      | 3        | 0           | 2        | 0     | 0        | 2        | 0     | 0        | 1     | 1        | 3.00     | 1.67    |
| NPB：1年 | NPB：1年 | 17    | 17    | 2     | 0     | 0        | 6     | 7     | 0        | --          | .462  | 402   | 86.0     | 116      | 15          | 36       | 0     | 5        | 31       | 5     | 0        | 63    | 55       | 5.76     | 1.77    |

### 記録
NPB
- 初登板・初先発：1999年4月8日、対西武ライオンズ3回戦（東京ドーム）、5回1/3を4失点で敗戦投手
- 初奪三振：同上、2回表に河田雄祐から空振り三振
- 初勝利・初完投勝利：1999年4月15日、対福岡ダイエーホークス3回戦（福岡ドーム）、9回1失点

### 背番号
- 58（1998年）
- 42（1999年 - 2000年）